# Consell comunal d'Ettelbruck
El consell comunal d'Ettelbruck (francès: Conseil communal de Ettelbruck) és el consell local de la comuna d'Ettelbruck, al centre de Luxemburg.
És constituït per tretze membres, escollits cada sis anys mitjançant representació proporcional. Les darreres eleccions es van realitzar el 9 d'octubre de 2005, va donar lloc a una victòria del Partit Popular Social Cristià (CSV). Al collège échevinal, va formar coalició amb el Partit Socialista dels Treballadors (LSAP), sota el lideratge de l'alcalde Jean-Paul Schaaf del CSV.
| Partit                      | Partit                                     | Escons | Regidors                                                                                            |
| --------------------------- | ------------------------------------------ | ------ | --------------------------------------------------------------------------------------------------- |
|                             | Partit Popular Social Cristià (CSV)        | 6      | Sylvie Bisdorff, Edmée Feith-Juncker, Christian Mohr, Pascal Nicolay, Jean-Paul Schaaf, Fons Schmit |
|                             | Partit Socialista dels Treballadors (LSAP) | 5      | Nicolas Arendt, Marcel Burg, Claude Halsdorf, Marinette Muller-Posing, Gaston Ries                  |
|                             | Partit Democràtic (DP)                     | 1      | Pierre Gutenkauf                                                                                    |
|                             | Els Verds                                  | 1      | Marthy Thull                                                                                        |
| Font: Commune of Ettelbruck |                                            |        | |